# كنيسة الصليب المقدس (درسدن)
كنيسة الصليب المقدس «كرويتسكيرشه» (بالألمانية: Kreuzkirche) هي كنيسة لوثرية في مدينة دريسدن في ألمانيا. وهي الكنيسة الرئيسية ومقر أسقف الكنيسة اللوثرية الإنجيلية في مقاطعة ساكسونيا، وهي أكبر مبنى كنيسة في ولاية سكسونيا الحرة. كما وتحتضن جوقة الأولاد.

## التاريخ

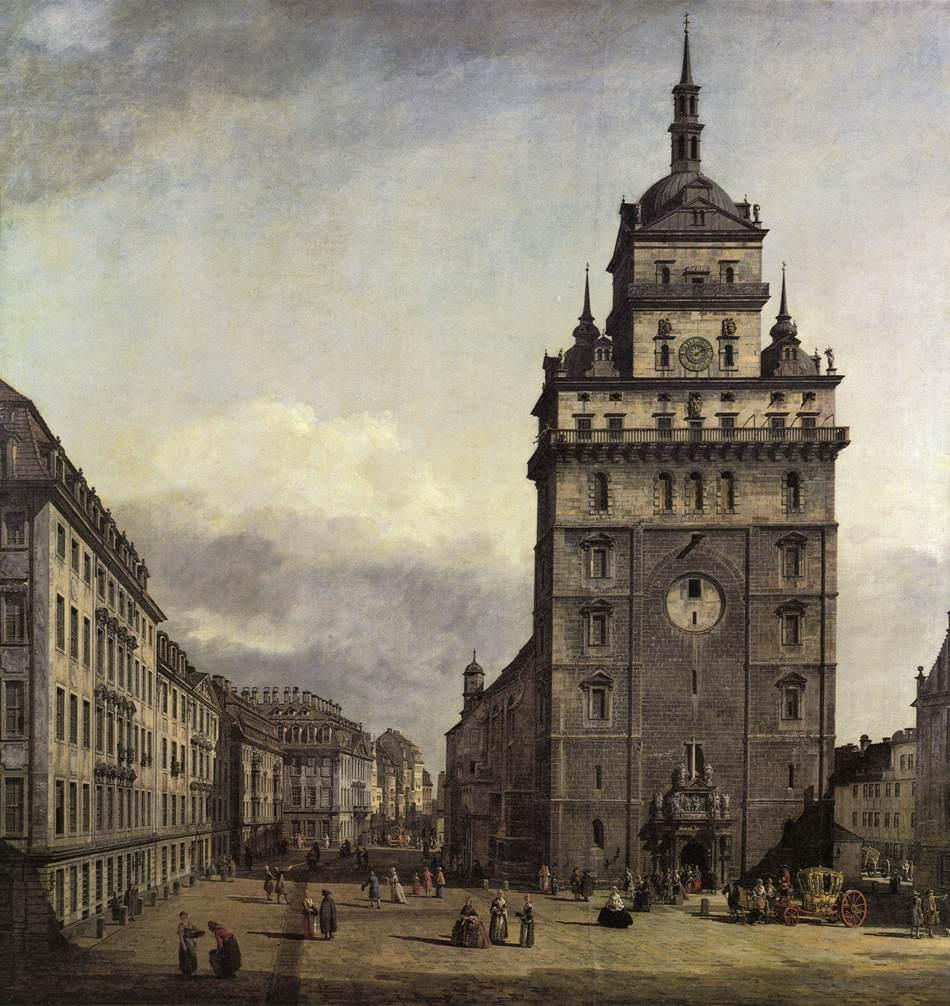
كنيسة الصليب القديمة، لوحة من رسم برناردو بيلوتو، اسمها كاناليتو، عام 1750 تقريبا

منذ أوائل القرن الثاني عشر، وقفت بازيليكا رومانسكية مكرسة للقديس نقولا في الزاوية الجنوبية الشرقية من سوق مدينة دريسدن، كان أول توثيف لها في عام 1168. أما كنيسة الصليب الصغيرة المجاورة، سميت على اسم ذخيرة تركتها مرغريفة مايسن  كونستانس من بابنبيرغ ‏ (1212-1243)، والتي ذكرت لأول مرة في 1319. على مدى العقود، أصبح اسم الكنيسة كلها كنيسة الصليب، والتي كرست رسميا في 10 يونيو 1388 إلى الصليب المقدس.
ابتداء في العام 1401، أعيد بناؤها ككنيسة قاعة، مع فيستفيرك بارز على الطراز الألماني  زوندرغوتثك (أي القوطي الخاص).  كان البناء يستند إلى الأعمال المعمارية من قبل بيتر بارلر (1330-1399) ، التي استخدمت لاحقا كنموذج للعديد من الكنائس في ساكسونيا العليا مثل كنيسة القديسة آن، في أنابيرغ-بوخهولتز أو كنيسة القديس فولفغانغ في شنيبيرغ.انتهت أعمال البناء في 1447/49 والكنيسة أحرقت في 1491 في أول حريق أصابها من أصل خمسة. بنى بيت فيتن من سكسونيا، و الذي كان يقيم في مدينة دريسدن منذ 1464 ،  كنيسة قاعة قوطية، وأعيد بناؤها من 1499 تحت إشراف المعماري كونراد فلوغر. بين عامي 1579 و1584 تم ترميم الفيستفيرك  على طراز عصر النهضة.

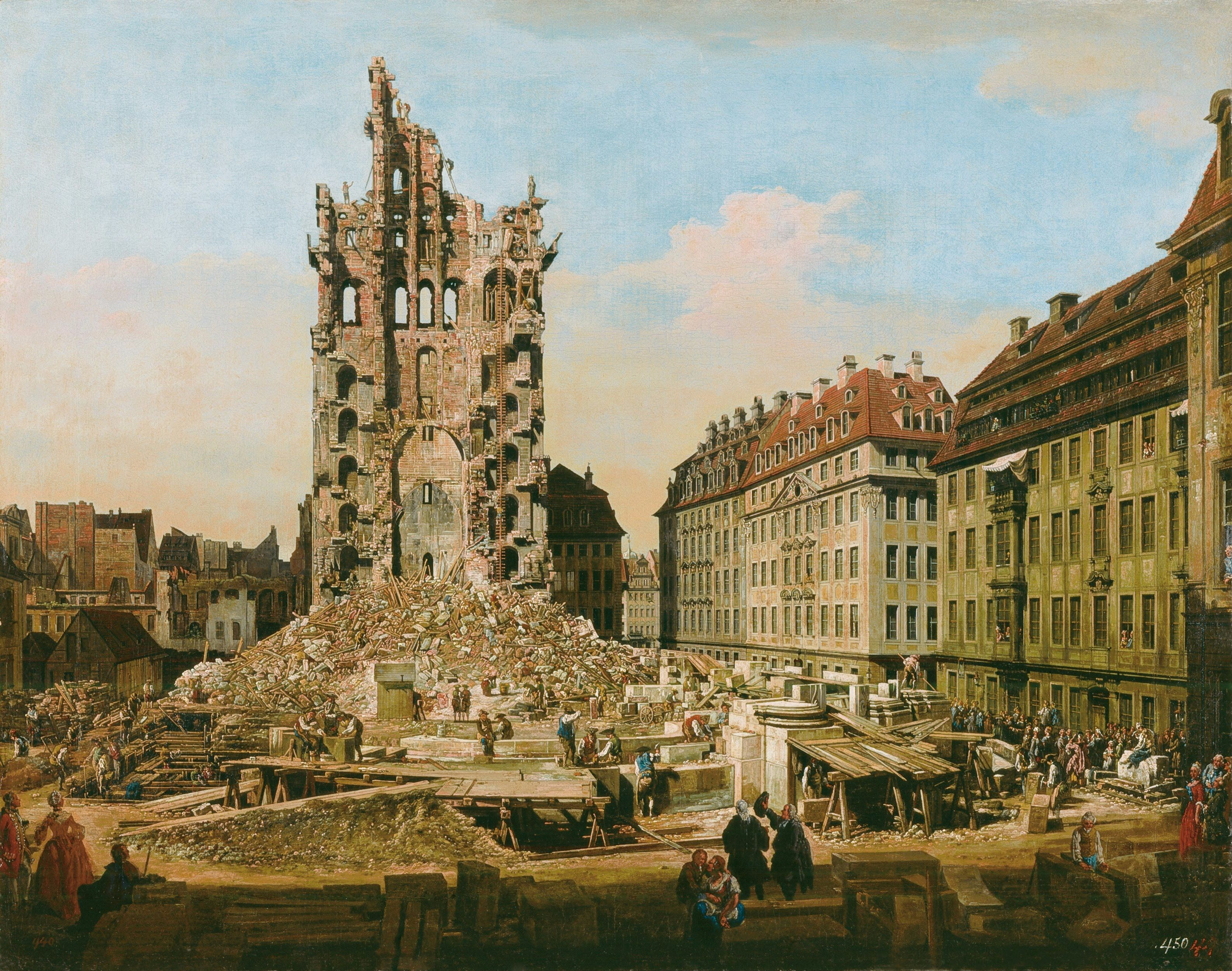
كنيسة الصليب القديمة ، بعد انهيار فيسلفيرك. اللوحة من قبل برناردو بيلوتو، وسميت كاناليتو، حوالي عام 1765